# Скляне намисто
Скляне намисто (рос. Стеклянные бусы) — радянський художній фільм 1978 року, знятий режисером Ігорем Ніколаєвим на Кіностудії ім. М. Горького.

## Сюжет
Батько дванадцятирічної Маши більшу частину часу проводить у плаванні, і живе у Петропавловську-Камчатському, хоча дівчинка з мамою — в Одесі. Маша давно мріяла про поїздку на Камчатку, і ось довгоочікуваний день настав. Літо і для батька, і для дівчинки пройде як один день: Маша два місяці проведе з батьком на острові Берінга, потоваришує з алеутом Радиком — і переконає маму взагалі не повертатися до Одеси.

## У ролях
- Людмила Гравес — Маша
- Бакит Арстанбеков — Радик
- Лаймонас Норейка — Григорій Іванович, батько Маши (озвучив Віктор Рождественський)
- Валентина Устимович — Соня, мама Маші
- Дагба Дондуков — Опанас
- Ольга Кім — Катя
- Сергій Поляков — Льонька
- Валерій Баринов — Самарцев
- Віктор Чеботарьов — Стефанчук
- Міра Абжаканова — Ганя, наречена
- Олена Строєва — епізод
- Марина Лобишева-Ганчук — епізод
- Герман Юшко — кеп
- Юрій Сорокін — радист
- Володимир Точилін — гість на весіллі
- Володимир Смакович — епізод
- Куаниш Сімбін — епізод
- Зінаїда Сорочинська — пасажирка поїзда
- Володимир Щеглов — попутник у поїзді
- Лілія Захарова — телеграфістка
- Катерина Глазиріна — епізод
- Світлана Коновалова — Надія Сергіївна
- Марина Щигарьова — гостя на весіллі

## Знімальна група
- Режисер — Ігор Ніколаєв
- Сценарист — Олександр Борщаговський
- Оператор — Володимир Сапожников
- Композитор — Олексій Ніколаєв
- Художник — Володимир Постернак